# Ricardo Hoyos
Ricardo Hoyos, né le 27 novembre 1995, est un acteur canadien. 

## Biographie
Il est connu pour incarner le rôle de Zig Novak dans les séries télévisées canadiennes Degrassi : La Nouvelle Génération et Degrassi : La Nouvelle Promo.

## Filmographie

### Cinéma
- 2008 : Toronto Stories : Jacob
- 2018 : Bumblebee : Trip

### Télévision
- 2007–2009 : The Jon Dore Television Show : Jon (jeune)
- 2010 : Haven : Bobby Mueller
- 2011 : The Haunting Hour: The Series : Bill
- 2010-2011 : Dino Dan : Ricardo Sanchez
- 2012-2015 : Degrassi : La Nouvelle Génération : Zig Novak (88 épisodes)
- 2013 : La Vie mouvementée de Tess Foster : Wyatt
- 2016-2017 : Degrassi : La Nouvelle Promo : Zig Novak (35 épisodes)
- 2016 : Raising Expectations : Lou
- 2016 : Flower Shop Mystery: Snipped in the Bud (Téléfilm) : Kenny Lipinski
- 2017 : Sadie's Last Days on Earth : Jack Diaz
- 2017 : The Wrong Crush (Téléfilm) : Jake Jericho
- 2017 : Truth or Dare (Téléfilm) : Luke Wyler